# 杰夫·赫德 (政治人物)
杰弗里·斯蒂芬·赫德（英語：Jeffrey Stephen Hurd，1979年8月15日—）为美国科罗拉多州律师及政治人物，现担任科罗拉多州第第三国会选区联邦众议员。

## 早年生活及职业生涯
赫德是家中三个儿子中的长子，在科罗拉多州大章克申长大，其母在其就读高中时去世。赫德毕业于大章克申高中，并在圣母大学获得哲学学士学位。大学毕业后，他进入大章克申地区商会工作，然后进入丹佛大学法学院学习并取得法律博士学位。赫德曾担任美国联邦第十巡回上诉法院首席法官蒂莫西·蒂姆科维奇的书记员，后来加入了一家总部位于纽约的国际律师事务所，于2014年搬回大章克申并创办了自己的律师事务所，随后加入Ireland Stapleton Pryor & Pascoe律师事务所，负责该所在大章克申的办事处。

## 联邦众议员生涯
赫德宣布参加2024年联邦众议员选举，所在选区是科罗拉多州第三国会选区，原本对手是劳伦·博伯特。不过博伯特选择在其他国会选区参选后，赫德获得了共和党提名。赫德随后击败阿斯彭市议员亚当·弗里施，赢得了11月份的选举。

## 个人生活
赫德和他的妻子巴尔博拉育有五个孩子，他们皆住在大章克申。赫德是天主教徒。